# Arbigny

Arbigny este o comună în departamentul Ain din estul Franței.